# Microgonium beccarianum
Microgonium beccarianum là một loài thực vật có mạch trong họ Hymenophyllaceae. Loài này được (Ces.) Copel. miêu tả khoa học đầu tiên năm 1938.